# Нокаут (фільм, 1914)
Нокаут (англ. The Knockout, альтернативна назва — Counted Out / The Pugilist) — короткометражний комедійний фільм 1914 року за участі Чарлі Чапліна.

## Сюжет
Після того, як товстун Паг виходить переможцем з бійки з іншими залицяльниками за його подругою, він вирішує взяти участь у боксерському поєдинку з самим Циклоном Флінном. Герой Чапліна грає суддю на рингу, постійно незграбно підставляється під удари. Оскільки перемогти на рингу товстунові не вдалося, він вихопив пістолет і почав переслідувати свого суперника. Незабаром в погоню включилися і поліцейські.

## У ролях
- Роско Арбакл — боксер-товстун Паг
- Мінта Дарфі — його подруга
- Чарлі Чаплін — суддя
- Едгар Кеннеді — Циклон Флінн, другий боксер
- Френк Опперман — організатор бою
- Аль Ст. Джон — суперник Пага
- Мак Свейн— гравець